# روسمرسهولم

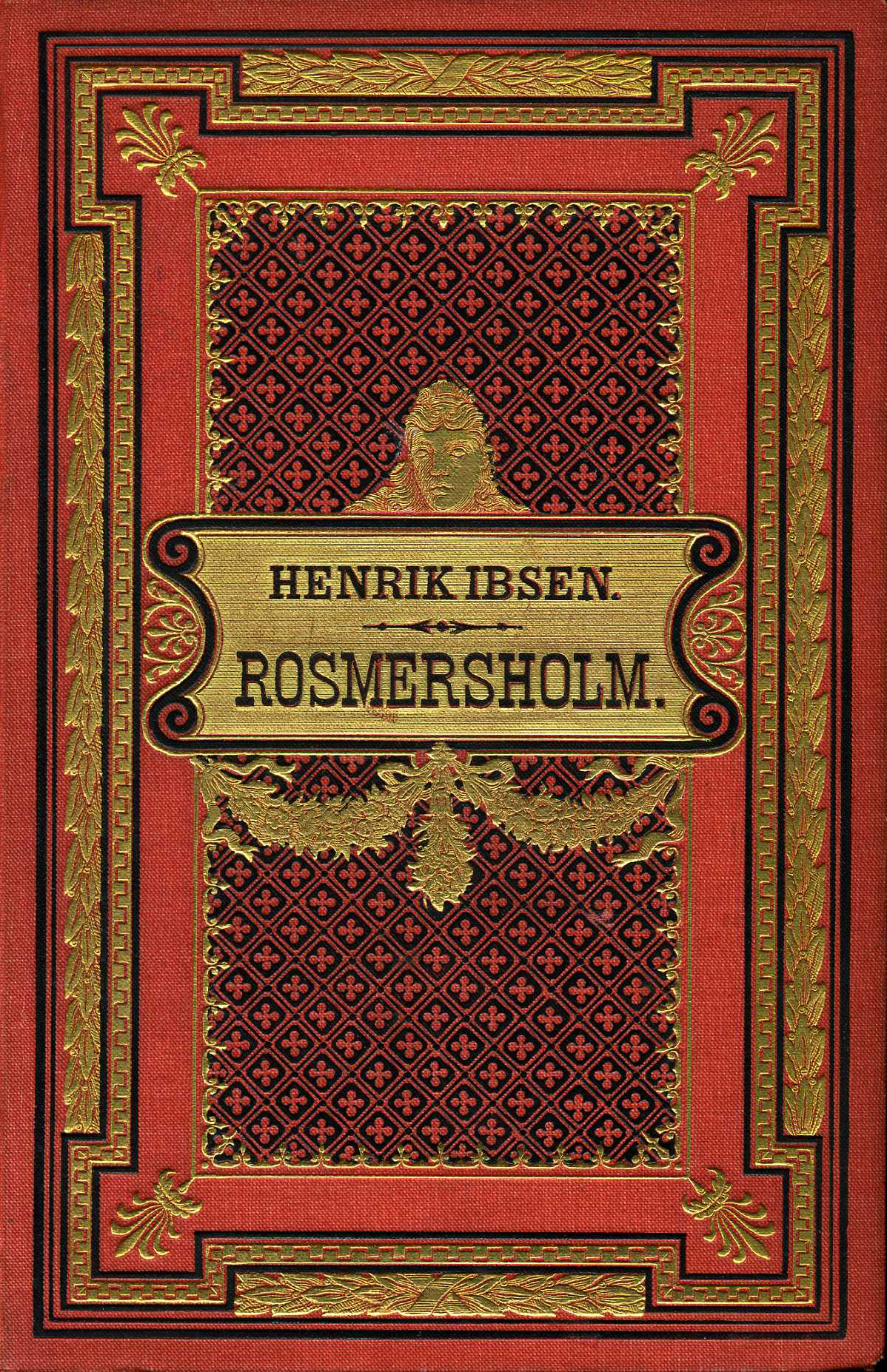
روسمرسهولم

روسمرسهولم نمایشنامه ای اثر هنریک ایبسن نویسنده نروژی است. این نمایشنامه در سال ۱۸۸۶ میلادی نوشته شده‌است.در این نمایش نامه، جان روسمر ، در نقش صاحب روسمرسهولم و در اصل شخصیت اصلی قصه است. ربکا وست ، ساکن روسمرسهولم است. آقای کرول ، برادر زن روسمر، خانم هل ست ، خدمتکار روسمرسهولم ، اولریک برندل و پتر مورتنسگار از دیگر شخصیت های این نمایش نامه نروژی هستند.

## اشخاص نمایش
- جان روسمر، صاحب روسمرسهولم
- ربکا وست، ساکن روسمرسهولم
- آقای کرول، برادر زن روسمر
- اولریک برندل
- پتر مورتنسگار
- خانم هل ست، خدمتکار روسمرسهولم